# Sievekingia butcheri
Sievekingia butcheri är en orkidéart som beskrevs av Robert Louis Dressler. Sievekingia butcheri ingår i släktet Sievekingia och familjen orkidéer.
Artens utbredningsområde är Panamá. Inga underarter finns listade i Catalogue of Life.